# 인도계 종교

인도 계통의 종교(영어: Indian religions, Indic religions) 또는 다르마 계통의 종교(영어: Dharmic religions)는 인도 아대륙을 모태로 윤회, 다르마, 카르마 등의 교리를 공유하는 힌두교, 불교, 자이나교, 시크교를 가리킨다. 다르마(산스크리트어: धर्म, dharma)는 크게는 '자연계의 법칙'이라는 뜻이며 각 종교에 따라 다른 의미를 가진다.

## 목록
- 브라만교 : 힌두교의 전신
- 힌두교 : 인도 공화국의 최대종교
- 자이나교
- 불교
- 시크교
- 바가바트교
- 아지비카교

## 같이 보기
- 도 계통의 종교